# Bacanius mikado
Bacanius mikado är en skalbaggsart som först beskrevs av Lewis 1892.  Bacanius mikado ingår i släktet Bacanius och familjen stumpbaggar. Inga underarter finns listade i Catalogue of Life.